# Uruguay zászlaja
Uruguay zászlajának tervezőit az Amerikai Egyesült államok csillagos-sávos lobogója és Argentína nemzeti színei inspirálták. 1828. december 16-án fogadták el kilenc kék és tíz fehér sávval. 1830-ban csökkentették a sávok számát: négy kék és öt fehér maradt. Ez a kilenc sáv Uruguay eredeti kilenc közigazgatási területére utal. A nap (májusi nap) a szabadság jelképe, arca Uruguay békességét szimbolizálja, sárga színe pedig Uruguay szántó földjeinek a termékenységét mutatja meg.